# Incidents in an Expanding Universe
Incidents in an Expanding Universe (zu dt.: Vorfälle in einem sich ausdehnenden Universum) ist ein britischer 8-mm--Science-Fiction-Kurzfilm von Regisseur Richard Stanley aus dem Jahr 1985.

## Handlung
Die Handlung wird in Rückblenden erzählt und spielt im Jahr 2037, in einer dystopischen Zukunft, die von Krieg, Atomwaffen-Verstrahlung, Armut und Überbevölkerung geplagt wird. Der Soldat Maxwell „Max“ Harrison kommt von einem Einsatz nach Hause zu seiner Partnerin, Nicola „Nicky“ Scott, einer Altmetall-Bildhauerin. Sie lernten sich kennen, als er damals – bereits als Kriegsveteran – Flöte in Parks und an Monorail-Haltestellen spielte, um als Straßenmusiker einigermaßen über die Runden zu kommen. Er hofft auf eine Beförderung und Versetzung, um heimatnah bei ihr wohnen zu können, die Wohnung zu verkaufen, sich ein gemeinsames Haus zu kaufen, zu heiraten und vielleicht Kinder zu kommen.
Als Max eines Tages ein Foto eines ihm fremden Mannes in Uniform an ihrer Pinnwand sieht und fragt, wer das sei, sagt sie ihm, dass es ihr netter aber seltsamer Bekannter namens Ralph war. Ralph wohnte ebenfalls dort und erzählte ihr als Teenagerin von der Expansion des Universums, und, dass alles eines Tages im Big Rip auseinandergerissen würde. Die Straßen würden aufreißen und die Gebäude einstürzen, und nichts was man getan hat, egal ob gut oder schlecht, würde irgendeine Rolle spielt, weil es am Ende keinen Unterschied macht. Ralph saß oft nur grübelnd auf dem Balkon, bis er eines Tages aufbrach und nie wieder zurückkehrte.
Sommer 2025: Einige Zeit später erhält Max seine Beförderung im aktiven Dienst, so dass das Geld für sie beide reicht. Euphorisch geben sie eine ausgelassene Feier bei sich zuhause, inklusive einiger außerirdischen Partygäste, bis die Polizei sie wegen Ruhestörung auflöst. Am nächsten Morgen wird er von einem Vorgesetzten angerufen, der ihm befiehlt seinen Bericht im Hauptquartier abzugeben und noch am Abend ins Kriegsgebiet zu fliegen. Er fragt sie noch einmal seine Frau zu werden. Sie bejaht, müsse sich jedoch noch gedulden, bis er vom Kampfeinsatz zurückkehrt und die Beförderung offiziell wird. Dann könnten sie endlich die elende Stadt verlassen und ihr eigenes Leben leben. Gemeinsam mit seinem Freund und Kameraden „Shades“, dem Kampfpilot, begibt er sich mit einem Schwebegleiter zur Front.
Herbst 2025: Im südwestlichen Kriegsgebiet angekommen, nehmen die beiden gemeinsam an der Operation Damokles der Vereinten Streitkräfte gegen die letzten überlebenden Widerstandskämpfer der „Grünen Armee“ teil. Sie dringen dabei mit ihrem Kampfgleiter tief ins Feindgebiet vor und sollen hinter den feindlichen Linien Hit-and-run-Angriffe ausführen. Schauplatz ist der letzte Wald in der freien Welt in der Adressil-Provinz. Nachdem sie ein Maschinengewehrnest ausgeschaltet haben, fliegen sie in eine tobende Schlacht, in der ihre Kampfhubschrauber gegen feindliche Mechs kämpfen, während um sie herum Waldbrände wüten. Als ihr Gleiter am Boden zerstört wird, schlägt sich Max alleine durch den Wald und die Berge. Nachdem er mit seinen Geigerzähler im Gebiet hohe Radioaktivität misst, lauert ihm eine Gruppe primitiver Mutanten mit Speeren auf und schlagen ihn mit einem Stein bewusstlos. Als Shades ihm folgt und nach ihm sucht, kann er Max jedoch nicht finden.
November 2025: Max erwacht verbunden in Forest Hill im Mutantenreservat auf. Dort begegnet er Mandy, die ein Praktikum für ihr Studium im Fach soziale Entwicklung ableistet. Sie wird von den Mutanten gut behandelt und brachte ihnen das Netzfischen bei und will ihnen zusätzlich dabei helfen, Landwirtschaft und Politik zu entwickeln. Max ist als Verwundeter vom Dienst befreit und wartet auf einen Versorgungs-Gleiter, der ihn ausfliegen soll. In der Zwischenzeit fängt er mit Mandy eine Affäre an und sie verbringen zusammen viel Zeit am Strand.
Winter 2026: Max kehrt wieder Heim zu Nicky. Diese konfrontiert ihn mit einem Brief von Mandy, in der sie ihr ihre Affäre mit Max gesteht. Wütend zeigt sie ihm die kalte Schulter und schmeißt ihn aus der Wohnung. Er ertränkt darauf seinen Kummer mit Shades in einer Bar und streift umher. Als er sie nach einer Weile mit einem Bildtelefon anruft und um Verzeihung bittet, lässt sie ihn erneut abblitzen, ruft ihn jedoch zurück und sagt ihm, dass sie ihn braucht. Sie versöhnen sich wieder.
2037: Max bekommt den Befehl, sich zurück ins Kriegsgebiet aufzumachen, da ein Notfall eingetreten ist. Er muss am nächsten Morgen aufbrechen. Nicky zeigt Verständnis, ist jedoch um ihn besorgt, auch weil er bereits eine Hand im Kampf verlor, die mit einer Roboterprothese ersetzt wurde. Max versucht sie zu beruhigen, da es nur für eine kurze Zeit ist. Er könnte bald mit seinem höheren Sold besser für sie beide sorgen und dann endlich heiraten. Als er aufbricht, schenkt er vor dem Haus einem armen bettelnden Jungen die Flöte aus seiner Zeit als Straßenmusiker. Max fällt im Krieg und die trauernde Nicky sinniert seitdem schwermütig wie seinerzeit Ralph darüber, wie sich das Universum ausdehnt. Sie schätzt, dass wenn man älter wird, einem die „Risse“ mehr auffallen. Die meisten würden sie erst dann sehen, wenn es zu spät ist.

## Wissenswertes
- Der Kurzfilm und SHOK! Walter’s Robo-Tale von Steve MacManus und Kevin O’Neill aus der britischen Comicreihe 2000 AD dienten als Vorlage für sein späteres Werk Hardware (1990).
- In einer Kampfszene verwendete Richard Stanley für einen Bruchteil eine Szene aus Das Imperium schlägt zurück (The Empire Strikes Back), in der Sturmtruppen an einem Geschütz von der Laserkanone des Rasenden Falken erschossen werden.
- Ebenfalls in den Kampfszenen hört man kurze hineingeschnittene deutsche Tonspuren aus einem Kriegsfilm, so wird unter anderem nach einem Sanitäter gerufen.
- Das bulgarische Folklore-Lied Izlel je Delyo Haydutin (interpretiert von Walja Balkanska), welches im Film verwendet wird, findet sich auch auf den Voyager Golden Records der beiden 1977 gestarteten interstellaren Raumsonden Voyager 1 und Voyager 2.